# Spillville
Spillville és una població dels Estats Units a l'estat d'Iowa. Segons el cens del 2000 tenia 386 habitants.

## Demografia
Segons el cens del 2000, Spillville tenia 386 habitants, 172 habitatges, i 110 famílies. La densitat de població era de 354,8 habitants/km².
Dels 172 habitatges en un 29,7% hi vivien nens de menys de 18 anys, en un 55,2% hi vivien parelles casades, en un 7,6% dones solteres, i en un 35,5% no eren unitats familiars. En el 32% dels habitatges hi vivien persones soles el 20,3% de les quals corresponia a persones de 65 anys o més que vivien soles. El nombre mitjà de persones vivint en cada habitatge era de 2,24 i el nombre mitjà de persones que vivien en cada família era de 2,85.
Per edats la població es repartia de la següent manera: un 24,6% tenia menys de 18 anys, un 5,7% entre 18 i 24, un 28,5% entre 25 i 44, un 18,4% de 45 a 60 i un 22,8% 65 anys o més.
L'edat mediana era de 38 anys. Per cada 100 dones de 18 o més anys hi havia 94 homes.
La renda mediana per habitatge era de 32.500 $ i la renda mediana per família de 41.563 $. Els homes tenien una renda mediana de 30.909 $ mentre que les dones 20.938 $. La renda per capita de la població era de 15.674 $. Entorn del 5% de les famílies i el 6,9% de la població estaven per davall del llindar de pobresa.

## Poblacions més properes
El següent diagrama mostra les poblacions més properes.